# Mein Mann, das Wirtschaftswunder
Pour plus de détails, voir Fiche technique et Distribution.
Mein Mann, das Wirtschaftswunder (titre français : Une femme pour un million) est un film allemand réalisé par Ulrich Erfurth sorti en 1961.

## Synopsis
L'industriel veuf Alexander Engelmann a une fille de 16 ans, quelque peu négligée, nommée Julia. Comme il veut avoir une mère pour elle, il décide d'épouser l'actrice Ilona Farkas, qu'il a rencontrée lors d'un vol. De toute façon, elle est l'idole de Julia.
Le majordome d'Engelmann, Paul, présente cette offre à Ilona, qui accepte finalement pour donner une leçon à l'homme arrogant. À la fête de mariage, elle prend tout à l'envers, et pour l'anniversaire de Julia, elle organise une grande fête. Engelmann lui fait des reproches, après quoi Ilona quitte la maison. La séparation ne dure pas longtemps, car les deux sont maintenant tombés amoureux, et Julia a trouvé l'homme de sa vie avec le journaliste Tommy.

## Fiche technique
- Titre : Mein Mann, das Wirtschaftswunder
- Réalisation : Ulrich Erfurth assisté d'Ilona Juranyi
- Scénario : Dieter Hildebrandt
- Musique : Michael Jary
- Direction artistique : Ernst H. Albrecht, Max Vorwerg
- Costumes : Vera Mügge
- Photographie : Albert Benitz
- Son : Oskar Haarbrandt
- Montage : Heinz Haber
- Production : Georg Richter
- Sociétés de production : Deutsche Film Hansa
- Société de distribution : Deutsche Film Hansa
- Pays d'origine :  Allemagne de l'Ouest
- Langue : allemand
- Format : Noir et blanc - 1,66:1 - Mono - 35 mm
- Genre : Comédie
- Durée : 90 minutes
- Dates de sortie :
  - Allemagne de l'Ouest : 26 janvier 1961.
  - Danemark : 3 mai 1963.
  - France : 17 février 1965[1].

## Distribution
- Heinz Erhardt : Paul Korn
- Marika Rökk : Ilona Farkas
- Fritz Tillmann : Alexander Engelmann
- Cornelia Froboess : Julia Engelmann
- Helmuth Lohner : Tommy Schiller
- Adelheid Seeck : Helene Grolmann
- Friedrich Schoenfelder : Dr Bach
- Wolfgang Völz : La secrétaire

## Crédit d'auteurs
- (de) Cet article est partiellement ou en totalité issu de l’article de Wikipédia en allemand intitulé « Mein Mann, das Wirtschaftswunder » (voir la liste des auteurs).